# حوضه آبریز هامون هیرمند

موقعیت حوضه آبریز هامون هیرمند

حوضه آبریز هامون هیرمند یکی از حوضه‌های باز ایران است که در تقسیم‌بندی حوضه‌های آبریز ایران، حوضهٔ فرعی به شمار می‌رود و زیرمجموعهٔ حوضهٔ آبریز مرزی شرق است. مساحت این حوضه، ۳۳٬۷۳۱ کیلومتر مربع است و مهمترین رود آن، هیرمند است.

## جغرافیا
حوضه هامون هیرمند در شمال سیستان و بلوچستان و جنوب خراسان جنوبی قرار گرفته‌است. چالهٔ این حوضه، مجموعه‌ای از دریاچه‌ها در شمال سیستان و بلوچستان است که شامل هامون هیرمند در غرب زابل، هامون صابری در شمال زابل در مرز ایران و افغانستان و هامون پوزک در شرق هامون صابری در افغانستان هستند. این سه دریاچه در زمان پرآبی به یکدیگر می‌پیوندند.

## سد کجکی
مهم‌ترین رود و بزرگ‌ترین تأمین کنندهٔ آب این دریاچه‌ها رود هیرمند است که با احداث سد کجکی روی آن در افغانستان، وسعت این دریاچه‌ها کاهش یافته‌است. رودهای مهمی که از خراسان جنوبی به سوی دریاچه جریان دارند، رود شور نهبندان و رود بندان هستند.

## زیرحوضه‌ها
برپایهٔ دستور العمل تقسیم‌بندی حوضه‌های ایران، حوضهٔ آبریز هامون هیرمند به زیرحوضه‌های زیر تقسیم می‌شود:
| کد  | نام اختصاری زیرحوضه | مساحت کیلومتر مربع | تعداد زیرحوضه‌ها |
| --- | ------------------- | ------------------ | --------------- |
| ۵۲۱ | رود غرغری           | ۵٬۸۱۶              | ۳               |
| ۵۲۲ | غرب صابری           | ۱٬۸۹۶              | –               |
| ۵۲۳ | رود حسین‌آباد        | ۲٬۸۰۳              | –               |
| ۵۲۴ | غرب هامون           | ۱٬۰۵۶              | –               |
| ۵۲۵ | رود شور نهبندان     | ۷٬۰۸۵              | ۳               |
| ۵۲۶ | جنوب غرب هامون      | ۱٬۹۰۲              | –               |
| ۵۲۷ | رود شیله            | ۶٬۴۴۲              | ۵               |
| ۵۲۸ | رود هیرمند          | ۴٬۳۳۲              | ۲               |
| ۵۲۹ | پهنه دریاچه‌ها       | ۲٬۳۹۹              | –               |